# Tradição Humaitá
Os humaitás são uma população que nasceu há 6600 anos.[carece de fontes?] Eram extrativistas (caçadores, pescadores e coletores de frutos), produziam instrumentos em pedras (facas, raspadores, machados, quebra-coquinho,pontas de lanças). É caracterizada por instrumentos morfologicamente maciços sobre uma massa central (blocos ou seixos), sendo normalmente desprovida de pontas de projétil de pedra. As pessoas tinham em média 1,60 de altura e uma expectativa de vida inferior a trinta anos. Puderam-se definir três fases desse povo. Na primeira, a alimentação era baseada principalmente em moluscos e crustáceos e, os instrumentos eram quase exclusivamente feitos em pedras. A fase seguinte caracteriza-se pela alimentação baseada em peixes e na produção de instrumentos feitos de ossos e dentes de peixe, destacando-se as pontas de ossos longos, esporões de raia e bico de peixe agulha. Por último, a caça foi introduzida na alimentação, permanecendo estável a produção de instrumentos empedras e ossos, acrescentando apenas a utilização de dentes de mamíferos terrestres, possivelmente para adorno. Dentro da tradição Humaitá percebeu-se a presença de varias culturas dentre as quais estão à cultura Altoparanaense e o complexo Itaqui.
A cultura Altoparanaense tem como características principais a localização em outros países que fazem fronteira com o Brasil, como: Argentina e Paraguai. A localização e o tempo de habitação no local dar-se a cor do solo, pois se o mesmo estiver mais escuro significa que a população que ali habitou, ficaram por um período longo. Enquanto a alimentação a cultura Altoparanaense estava em um local propicio a coleta de vegetais e a agricultura. “A indústria é nucleiforme, sendo as lascas muito raras, a não ser em poucas exceções ”... (Prous, p. 156).
O complexo Itaqui corresponde à cultura Cuareimense, da Argentina, incluindo ali as indústrias do sudoeste gaúcho. Temos neste complexo (Itaqui I, II).
Complexo Itaqui I é caracterizado pela indústria feita a partir de seixos, os instrumentos são de grandes dimensões e bem patinados. O sitio arqueológico é encontrado em uma profundidade acentuada.
O complexo Itaqui II é caracterizado por uma indústria que comporta uma porcentagem maior de lascas retocadas retiradas de núcleos de arenito metamorfizado. Quanto a característica do sitio, diferentemente do Itaqui I, o complexo Itaqui II é um sitio mais raso.
Temos ainda varias outras manifestações da tradição Humaitá. No estado do Rio Grande do Sul, a fase Camboatá, nos vales dos rios Antas e Pelotas, os raros sítios pré-cerâmicos formam a fase Antas, temos ainda a fase Canhembora no Rio Grande do Sul e a fase Inajá, cujos sítios ocupam um baixo terraço do Paranapanema.